# Gruppo Sportivo Oratorio Pallavolo Femminile Villa Cortese
Il Gruppo Sportivo Oratorio Pallavolo Femminile Villa Cortese è stata una società pallavolistica femminile italiana con sede a Villa Cortese.

## Storia
Il Gruppo Sportivo Oratorio Pallavolo Femminile Villa Cortese viene fondato a Villa Cortese nel 1978: nel 1985, grazie al primo posto nella Terza Divisione la squadra viene promossa in Seconda Divisione; la promozione in Prima Divisione avviene invece nel 1987 e disputa tale campionato per quattro stagioni, prima di retrocedere nuovamente in Seconda Divisione nel 1991. Nel 1996 torna in Prima Divisione, mentre nel 1999 arriva per la prima volta in Serie D.

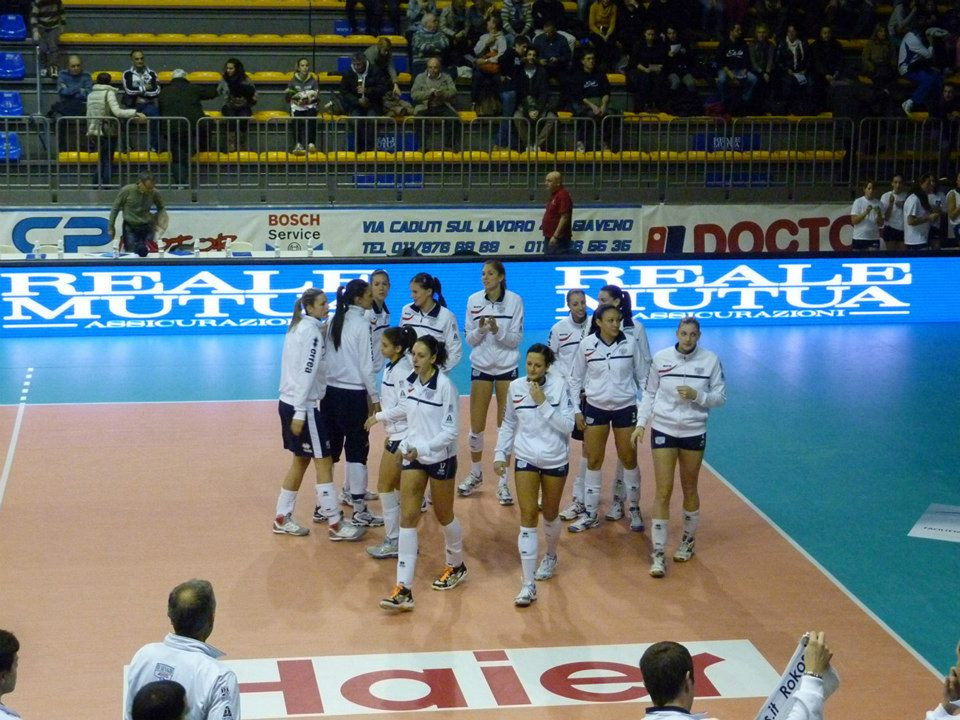
La squadra nella stagione 2012-13

Con l'acquisto del titolo sportivo, il club viene ammesso in Serie C, dove resta per quattro stagioni; seguono quindi quattro promozioni consecutive che portano la squadra ad arrivare in Serie A1: precisamente nella stagione 2006-07 vince la Serie B2, in quella 2007-08 vince la Serie B1 e in quella 2008-09 conclude la regular season al secondo posto, ma vince poi i play-off promozione.
L'esordio nel massimo campionato italiano avviene nella stagione 2009-10: il Gruppo Sportivo Oratorio Pallavolo Femminile Villa Cortese vince al debutto la Coppa Italia e riesce a raggiungere la finale dei play-off scudetto, sconfitta dal Robursport Volley Pesaro; gli stessi risultati, a cui si aggiunge anche il primo posto al termine della regular season, vengono raggiunti anche nell'annata successiva, oltre alla partecipazione alla Champions League, dove viene eliminata ai play-off a 12. Nella stagione 2011-12 raggiunge per la terza volta consecutiva la finale dei play-off scudetto, ancora battuta, e si qualifica per la Final Four di Champions League, chiudendo poi al quarto posto.
Ad inizio del campionato 2012-13 la società annunicia il nuovo main sponsor, Asystel, dalla rinunciataria Asystel Volley, da cui ottiene anche alcune giocatrici: la squadra perde per la terza volta di fila la Supercoppa italiana, arriva alla finale di Coppa Italia, poi vinta dal River Volley, e viene eliminata ai quarti di finale nei play-off scudetto e ai play-off a 12 in Champions League; al termine della stagione, dopo che si erano verificati diversi cambiamenti a livello societario a campionato in corso, si decide di cedere il titolo sportivo e di ripartire dalla Serie B1: tuttavia il club viene sciolto e rifondato da parte della dirigenza della vecchia società che riparte dalla Serie D.

## Palmarès
- Coppa Italia: 2

2009-10, 2010-11